# Дерек Корнелијус
Дерек Корнелијус (енгл. Derek Cornelius; Ејџакс, 25. новембар 1997) канадски је професионални фудбалер који игра на позицији штопера за француски клуб Олимпик Марсељ и репрезентацију Канаде.

## Клупска каријера

### Јавор Ивањица
Током зимског распуста сезоне 2016/17, Корнелијус је потписао уговор са српским клубом ФК Јавор Ивањица после успешних проби. У лиги је дебитовао 29. априла 2017. у гостима против ФК Раднички Ниш. Тренер Јавора Срђан Васиљевић претворио је Корнелијуса из нападача у штопера.

## Репрезентативна каријера
Пуни интернационалац за Канаду од 2018. године, Корнелијус је представљао нацију на Конкакафов златни куп 2019. и на Светском првенству 2022. године.

## Трофеји
Либек
- Шлезвиг-Холштајн куп (2) : 2015, 2016.

Малме
- Првенство Шведске (2) : 2023, 2024.
- Куп Шведске (1) : 2023/24.